# Długa Wieś Pierwsza
Długa Wieś Pierwsza – wieś w Polsce, w Kaliskiem, w województwie wielkopolskim, w powiecie kaliskim, w gminie Stawiszyn.
| SIMC    | Nazwa    | Rodzaj    |
| ------- | -------- | --------- |
| 1006393 | Brzezina | część wsi |

W latach 1975–1998 miejscowość administracyjnie należała do województwa kaliskiego.